# 喉癌
喉癌爲消化系統癌症的一種。大多數的喉癌都是鱗狀細胞癌，可見喉癌主要是於喉上皮的鱗狀上皮細胞上形成。喉癌可以在喉的任何一個位置形成，而喉癌的康復率很受癌細胞位置的影響。爲方便分類，喉癌主要可分爲三個基本類型：聲門形（聲帶）、聲門上型（聲襞）和聲門下型。 
喉癌以聲門形最爲普遍，其次是聲門上型，而最少出現的就是聲門下型。
喉癌可以直接通過遠端轉移擴散到臨近的淋巴組織，或是直接擴散到血液。最常見是由喉擴散到肺部。

## 風險因素
吸煙是喉癌最主要的風險因素，吸煙者比起非吸煙者的死亡率多達20倍， 攝取大量酒精，特別是烈酒的影響也是很大的。這兩個因素具有協同作用。除此以爲還有其他風險，但是主要原因還是因爲長期攝取酒精和吸煙。男性和年齡大於55歲的人士患上喉癌的機會比較大。
頭部癌症和頸部癌症康復者患上喉癌的機會率比正常人高25%。主要原因爲呼吸道及消化道，和肺部的上皮組織長期暴露在致癌的酒精和香煙。在這個情況下，上皮組織開始出現異常增生，令其轉爲惡性的機會增加。戒煙和和酒可以降低上述風險。

## 症狀
喉癌的症狀很受癌細胞位置和大小的影響，喉癌患者可能會出現以下症狀：
- 聲音嘶啞或其他聲音的變化
- 頸部出現腫塊
- 喉嚨痛或感覺有東西鯁在喉
- 持續咳嗽
- 喘鳴 - 高音調的哮鳴音代表氣道受腫瘤阻塞或正在收窄。
- 口臭
- 耳痛

## 發病率
在美國，每100,000人就有五人患上喉癌（每年平均有12,500個新個案）。美國癌症協會估計，在2006年約有9,510人患上喉癌，當中包括7,700位男性和1,810位女性，而當中約3,740人因而離世。由此可見，男性的喉癌發病率比女性爲高。
在美國國立衛生研究院（National Institutes of Health）的罕見病辦公室（Office of Rare Diseases），喉癌被列爲罕見疾病。這意味着喉癌在美國影響少於200,000人。
在英國，每年約有2,200人被確診喉癌。
在加拿大，喉癌是一種非常罕見的疾病。在不列顛哥倫比亞省，2009年全年只有128人被確診爲喉癌，確診者主要爲男性。

## 診斷
醫生主要從病歷，身體檢查，和其他特別檢查（如X射線檢查，電腦斷層掃描，磁力共振和活體組織切片）。喉的檢查需要一定的專業知識考試，因此喉癌的檢查通常會被轉介到專科。
身體檢查包括整體檢查，以評估整體健康程度，並檢查是否出現相關轉移性疾病的跡象。檢查頸部和鎖骨可發現頸部淋巴結腫大，或是其他的腫瘤。口腔和口咽都是以直視檢查。喉也可以通過間接喉鏡檢查（如牙醫的檢查工具），間接喉鏡檢查非常有效，但需要的相對較高的技巧。出於這個原因，現在許多專科診都是使用光纖鼻內窺鏡的輕薄和較靈活的內窺鏡，醫生可清楚地看到整個咽喉。鼻內窺鏡是相對較簡易的方法，可在一般門診內進行。在使用鼻內窺鏡檢查期間可能需要局部麻醉。
如果懷疑病人患上喉癌，醫生通常會進行活組織檢查，這種檢查通常在全身麻醉下進行。活組織檢查可在病理上分別癌症的類型和期數。如果病變相對較小及沒有擴散的話，外科醫生可能回直接對改病變組織進行切除。在這種情況下，病理學科醫生不但能夠清楚診斷癌細胞，還能夠就病變組織切除的完整性作出分析。與此同時，醫生通常同時會檢驗病人的氣管和食道。
小聲門腫一般不需要進一步的影像檢查。在大多數情況下，掃描頭部和頸部已經可以爲腫瘤分期，並且能夠評估腫瘤和頸部淋巴結腫大的程度。
對於喉癌的最後的處理工作取決於腫瘤的位置，期數（如腫瘤大小，淋巴結蔓延，是否已經擴散到其他器官）以及其類型。最後的處理工作亦須考慮患者的整體健康狀況和個人意願。多基因分類（Multigene Classifier）已被證明能區別喉癌復發風險，以便在未來選擇合適的治療。

## 分期
上皮性腫瘤（包括喉癌）根據由國際抗癌聯盟（Union for International Cancer Control，UICC）制定的指引分類（3,4）。

### T分級
T分級代表原發性腫瘤的規模及程度。

#### 聲門上型（聲襞）
T1 – 腫瘤局限於一側的聲帶（上聲門）。
T2 – 腫瘤侵及聲帶（上聲門）且並非固定在喉上。
T3 – 腫瘤僅限於喉部與固定環後區，會厭前組織或甲狀軟骨的聲帶。
T4a – 腫瘤通過甲狀軟骨或侵及氣管及頸部軟組織。
T4b – 腫瘤侵及椎前間隙，縱隔結構或包繞頸內動脈。

#### 聲門型
T1 – 腫瘤局限於聲帶。
a - 腫瘤局限於一邊聲帶。
b - 腫瘤侵犯了兩側聲帶。
T2 – 腫瘤延伸到上聲門或下聲門。
T3 – 腫瘤局限於喉聲帶或入侵門旁間隙並可能侵蝕甲狀軟骨。
T4a – 腫瘤侵及甲狀軟骨，氣管，頸/舌頭的軟組織。
T4b – 腫瘤侵及椎前間隙，縱隔結構或頸動脈。
聲門下型的喉癌是非常罕有的。

### N分級
N分級代表腫瘤蔓延到淋巴結/ 區域淋巴結的程度，並且對侵及淋巴結的腫瘤的直徑進行量度。
N0 – 腫瘤沒有蔓延到區域淋巴結
N1 – 腫瘤蔓延到患側的區域淋巴結（少於/等於3公分)
N2
a – 腫瘤蔓延到患側的區域淋巴結（3-6公分）
b – 腫瘤蔓延到多個患側的區域淋巴結（大於/等於6公分）
c – 腫瘤蔓延到雙側或對側的區域淋巴結（少於/等於6公分）
N3 – 腫瘤蔓延到淋巴結 （大於於6公分）

### M分級
M分級代表腫瘤是否擴散到其他身體部分。
M0 – 腫瘤沒有擴散跡象
M1 – 腫瘤擴散到其他身體部分

## 治療
具體治療方法取決於腫瘤的位置，類型和期數。治療包括外科手術，放療或化療，它們可能會單獨或組合使用。治療喉癌需要有經驗和專業的的耳鼻喉外科專科醫生和腫瘤科醫生。

## 外部連結
- 喉癌的分期（Staging cancer of the larynx）
- 癌症管理手冊：頭頸部腫瘤（Cancer Management Handbook: Head and Neck Cancers）（页面存档备份，存于）
- 喉科醫生個人經驗的影片（A Video of a Physician Who is a Laryngectomee Discusses his Personal Experiences）（页面存档备份，存于）
- 喉癌資訊，英國癌症研究中心（英语：Cancer Research UK）的臨床評價
- UK 喉癌統計，來自英國癌症研究中心（英语：Cancer Research UK）
- 喉癌和下嚥癌（Cancer.Net: Laryngeal and Hypopharyngeal Cancer）（页面存档备份，存于）
- 喉癌腫瘤百科全書（Oncolex, Cancer Encyclopedia on Laryngeal cancer）*